# Schwarzes Silicium
Schwarzes Silicium (bzw. umgangssprachlich ‚schwarzes Silizium‘, englisch black silicon) ist eine Oberflächenmodifikation des kristallinen Siliciums. Durch hochenergetischen Beschuss mit Ionen oder ultrakurzen Laserpulsen entstehen nadelförmige Strukturen auf der Oberfläche, die die Reflexion des Substrates stark verringern. Ursprünglich wurde diese Veränderung Mitte der 1980er Jahre beobachtet, damals war sie ein negativer Nebeneffekt beim reaktiven Ionentiefenätzen (DRIE).

## Eigenschaften

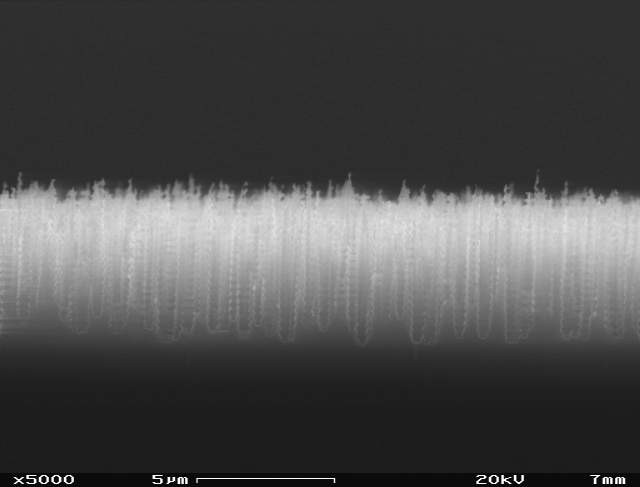
Rasterelektronenmikroskopaufnahme von Schwarzem Silicium, hergestellt durch reaktives Ionentiefenätzen (ASE-Prozess)

Schwarzes Silicium ist eine nadelförmige Oberflächenstruktur (mit einer Länge > 10 µm bei einem Durchmesser < 1 µm auf einkristallinem Silicium), weshalb die Strukturform auch als „silicon grass“ oder „RIE grass“ bezeichnet wird.
Wesentliches Merkmal ist eine erhöhte Absorption von einfallendem Licht. Ähnlich wie beim Mottenaugen-Effekt (Mechanismus bestimmter Antireflexionsschichten) wird durch die Strukturen der hohe Reflexionsgrad des Siliciums (in Abhängigkeit von der Wellenlänge 20 bis 30 % bei quasi-senkrechtem Einfall) deutlich gesenkt (auf ca. 5 %). Ursache dafür ist die Ausbildung eines sogenannten effektiven Mediums durch die Mikrostruktur. Sie bewirkt einen stetigen Übergang des Brechungsindex des effektiven Mediums, so dass keine scharfe optische Grenzfläche existiert, an der das Licht (gemäß den Fresnel-Formeln) reflektiert werden kann. Stattdessen wird das Licht „sanft“ in das Material geleitet und kaum reflektiert, was das Objekt schwarz erscheinen lässt.

## Anwendung
Die ungewöhnlichen optischen Eigenschaften des Halbleiters machen das Material auch für Sensoranwendungen interessant. Mit Stand Februar 2009 befinden sich die Anwendungen in Entwicklung. Anwendungsbereiche sind:
- Bildsensoren mit gesteigerter Empfindlichkeit
- Restlicht-Verstärker
- Wärmebildkameras
- Photovoltaik mit erhöhter Effizienz durch erhöhte Absorption. Durch die vergrößerte Oberfläche ist eine erhöhte Langzeitstabilität zu erwarten.[5][6] Im Januar 2012 ist es Forschern gelungen, eine Wirkungsgradverbesserung und eine vereinfachte Herstellung von Solarzellen mittels extrem kurzer Laserpuls-Behandlung von Schwarz-Silicium-Solarzellen zu erreichen.[7]
- Mechanische Kontakte und Schnittstellen.[2]

An weiteren Anwendungen im Terahertz-, Nano-Poren- und Befestigungsbereich wird geforscht.

## Herstellung beim reaktiven Ionentiefenätzen

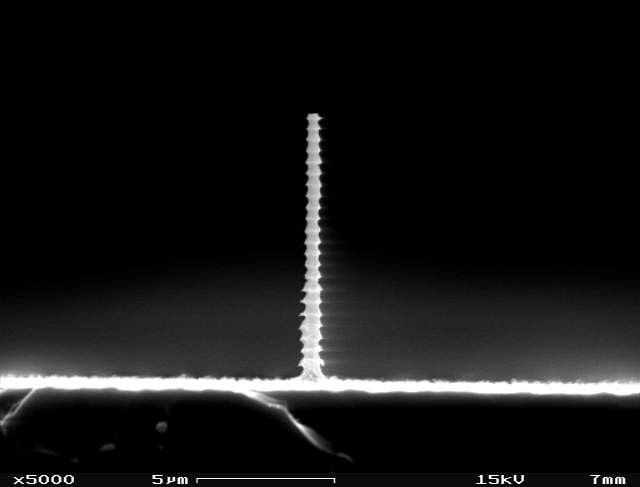
Rasterelektronenmikroskopaufnahme einer einzelnen „Nadel“ von Schwarzem Silicium, hergestellt durch reaktives Ionentiefenätzen (ASE-Prozess)

Das reaktive Ionentiefenätzen ist in der Halbleitertechnologie ein Standardverfahren für die Herstellung von Gräben und Löchern (mit einer Tiefe von bis zu einigen 100 Mikrometern, mit zum Teil sehr hohen Aspektverhältnissen). Dies wird durch wiederholtes Wechseln zwischen einem Ätz- und einem Passivierungschritt erreicht.
Beim Ätzen können allerdings kleine Ablagerungen der Passivierung am Boden verbleiben und diesen „maskieren“. Bei einer Verlagerung des Prozesses hin zur Passivierung entstehen auszuformende Strukturen, die auch bei den folgenden Ätzschritten nicht abgetragen werden. Dadurch entstehen dort senkrechte Flächen, an denen sich eine Polymerschicht ablagern kann. So können, abgedeckt durch die Ablagerung von oben und dem Polymer von den Seiten, lange Siliciumsäulen stehen bleiben. Der Prozess kann so eingestellt werden, dass sich auf einem Quadratmillimeter Millionen Nadeln bilden können.

## Herstellung nach der Mazur-Methode
Im Jahre 1999 entwickelte eine Gruppe an der Harvard-Universität (um Eric Mazur und James Carey) ein Verfahren, bei dem Schwarzes Silicium durch Beschuss mit extrem energiereichen gepulsten Femtosekundenlasern entsteht. Durch den Laserbeschuss wird die räumliche Struktur verändert, und es entsteht eine nadelförmige Oberfläche (ca. 300 nm lang), die relativ gleichmäßig und gut reproduzierbar ist.
In Anwesenheit von Schwefelhexafluorid kann bei der Laser-Bestrahlung eine deutlich höhere Menge an Schwefel in das Silicium eingebaut werden (Dotierung), wodurch der Bandabstand verringert wird und sich so die elektrischen und optischen Eigenschaften des Materials verändern. Durch die geringere Bandlücke reicht auch niederenergetisches Licht (bis in den Infrarotbereich) aus, um Elektronen im Leitungsband anzuregen (siehe Photoeffekt). Durch zusätzliches Anlegen einer kleinen Bias-Gleichspannung kann die Empfindlichkeit und damit die erzeugte Stromstärke um einen Faktor größer 100 gesteigert werden. Ursache ist, dass ein Photon hier viele Elektronen herauslöst.